# Домален
Домален (фр. Domalain) насеље је и општина у северозападној Француској у региону Бретања, у департману Ил и Вилен која припада префектури Рен.
По подацима из 2011. године у општини је живело 1953 становника, а густина насељености је износила 58,23 становника/km². Општина се простире на површини од 33,54 km². Налази се на средњој надморској висини од 80 метара (максималној 108 m, а минималној 45 m).

## Демографија
| 1962. | 1968. | 1975. | 1982. | 1990. | 1999. | 2011. |
| ----- | ----- | ----- | ----- | ----- | ----- | ----- |
| 1.433 | 1.534 | 1.506 | 1.404 | 1.382 | 1.490 | 1.953 |

График промене броја становника у току последњих година